# Auguste Pompogne
Auguste Pompogne (ur. 5 grudnia 1882 w Lyonie) – francuski gimnastyk, olimpijczyk.
Uczestniczył w rywalizacji na V Letnich Igrzyskach Olimpijskich rozgrywanych w Sztokholmie w 1912 roku. Startował tam w jednej konkurencji gimnastycznej. W wieloboju indywidualnym, z wynikiem 118 punktów, zajął 14. miejsce na 44 startujących zawodników.